# 町衆
町衆（まちしゅう/ちょうしゅう）とは、室町時代から戦国時代にかけての、特に土倉などの京都の裕福な商工業者である。応仁の乱後の京都復興においての重要な階層である。自治と団結を進め、文化を作った。主に法華経を信仰する。その本山が本能寺である。
平安時代の京童などを継承する概念で近世、江戸時代の町人へと継承される。
今日では「まちしゅう」と読まれることが多いが、『節用集』『日葡辞書』などの同時代史料によれば「ちょうしゅう」と発音されていたようである。